# Carolina Beatriz Ângelo
Carolina Beatriz Ângelo (Guarda, São Vicente, 16 de abril de 1878 – Lisboa, 3 de outubro de 1911) foi uma médica e feminista portuguesa. Foi a primeira mulher cirurgiã e a primeira mulher a votar em Portugal, por ocasião das eleições da Assembleia Nacional Constituinte, em 1911.
O facto de ser viúva e de sustentar a sua filha Maria Emília Ângelo Barreto (1903–1981), permitiu-lhe invocar em tribunal o direito de ser considerada «chefe de família», tornando-se assim a primeira mulher a votar no país, nas eleições constituintes, a 28 de maio de 1911. Por forma a evitar que tal exemplo pudesse ser repetido, a lei do código eleitoral português foi alterada no ano seguinte, com a especificação de que apenas os chefes de família do sexo masculino poderiam exercer o seu direito de voto.

## Biografia

### Nascimento e família
Carolina Beatriz Ângelo nasceu a 16 de abril de 1878, na casa de sua família, em São Vicente, concelho da Guarda, filha de Viriato António Ângelo (1850–1908), jornalista e proprietário da tipografia que imprimia o periódico Distrito da Guarda, e de sua mulher Emília Clementina de Castro Barreto (1849–), doméstica, sendo ambos naturais da mesma localidade. Era neta paterna de Manuel Ângelo e de sua mulher Maria Tecla de Jesus e pelo lado materna de Pedro Augusto Pereira Barreto, amanuense da Administração do Concelho, e de sua mulher e prima Firmina Augusta de Melo e Castro Barreto. Era também a segunda filha do casal, sendo irmã de Viriato (1876–1877) e Mariana (1879–1880), que faleceram ainda crianças, e de Viriato (1881–1940), que recebeu o nome do pai e do falecido irmão, Corina da Soledade (1884–1933) e Eurico Ângelo. Foi baptizada a 20 de maio de 1878 na Igreja Paroquial de São Vicente da Guarda, contando apenas com um mês de idade, tendo como padrinhos o Dr. Afonso Barreto Pereira de Campos e a sua esposa Carolina Cândida de Campos Barreto.

### Formação académica
Durante a sua infância, Beatriz, como era chamada pela família e amigos, cresceu num ambiente familiar liberal. O seu pai e avô materno apoiavam o Partido Progressista e estavam ligados à actividade jornalística da região, permitindo-lhe estudar e ingressar no Liceu da Guarda, em 1891, onde concluiu os estudos primários e secundários.  
Fixando-se com a sua família em Lisboa na última década de oitocentos, prosseguiu o seu percurso académico e ingressou na Escola Politécnica e na Escola Médico-Cirúrgica de Lisboa, onde concluiu o curso de Medicina em 1902. Apesar de ser a única mulher na sua turma, Beatriz Ângelo foi bem recebida pelos seus colegas, mantendo a sua relação de amizade com os futuros cirurgiões Fernando Matos Chaves, Jorge Marçal da Silva e Senna Pereira até ao fim da sua vida. Pela mesma ocasião, conheceu pela primeira vez o seu primo e colega Januário Barreto, com quem viria a se casar. Teve como professores José António Serrano, José Curry da Câmara Cabral, Manuel Vicente Alfredo da Costa, Francisco Augusto de Oliveira Feijão, Ricardo Jorge e Miguel Bombarda, com quem veio a trabalhar anos mais tarde.

### Casamento
A 3 de dezembro de 1902, contando 24 anos, Beatriz Ângelo casou na Igreja Paroquial de Santa Justa e Santa Rufina, em Lisboa, com Januário Gonçalves Barreto Duarte (1877–1910), natural de Aldeia do Souto, Covilhã, casapiano, médico, activista republicano e um dos fundadores da Liga Portugeza de Foot-Ball. O seu irmão Viriato Ângelo, funcionário público, também casaria pouco depois com a sua prima, irmã de Januário, Maria José Barreto Duarte.  
Do seu casamento, nasceu apenas uma filha: Maria Emília Ângelo Barreto (1903–1981). Anos mais tarde, Maria Emília tornou-se professora de filosofia do Liceu Maria Amália Vaz de Carvalho e casou-se, em 26 de setembro de 1932, com o também professor Humberto de Matos Fagundes, natural de Angra do Heroísmo. Foram pais do advogado e activista anti-fascista Jorge Humberto Fagundes (1936-2010).

### Carreira profissional
Na sua carreira médica destaca-se o facto de em 1903 ter apresentado a sua dissertação inaugural “Prolapsos Genitaes (Apontamentos)”, iniciando a sua prática como a primeira cirurgiã portuguesa, feito notável que contrariava a tendência fortemente sexista dos blocos operatórios da época. Tornar-se-ia então na primeira mulher portuguesa a operar no Hospital de São José, sob a direcção de Sabino Maria Teixeira Coelho. Pouco depois começou a trabalhar ainda no Hospital Psiquiátrico de Rilhafoles, sob a orientação de Miguel Bombarda, e dedicou-se à especialidade de Ginecologia, com consultório particular na baixa lisboeta, nomeadamente na Rua Nova do Almada. 

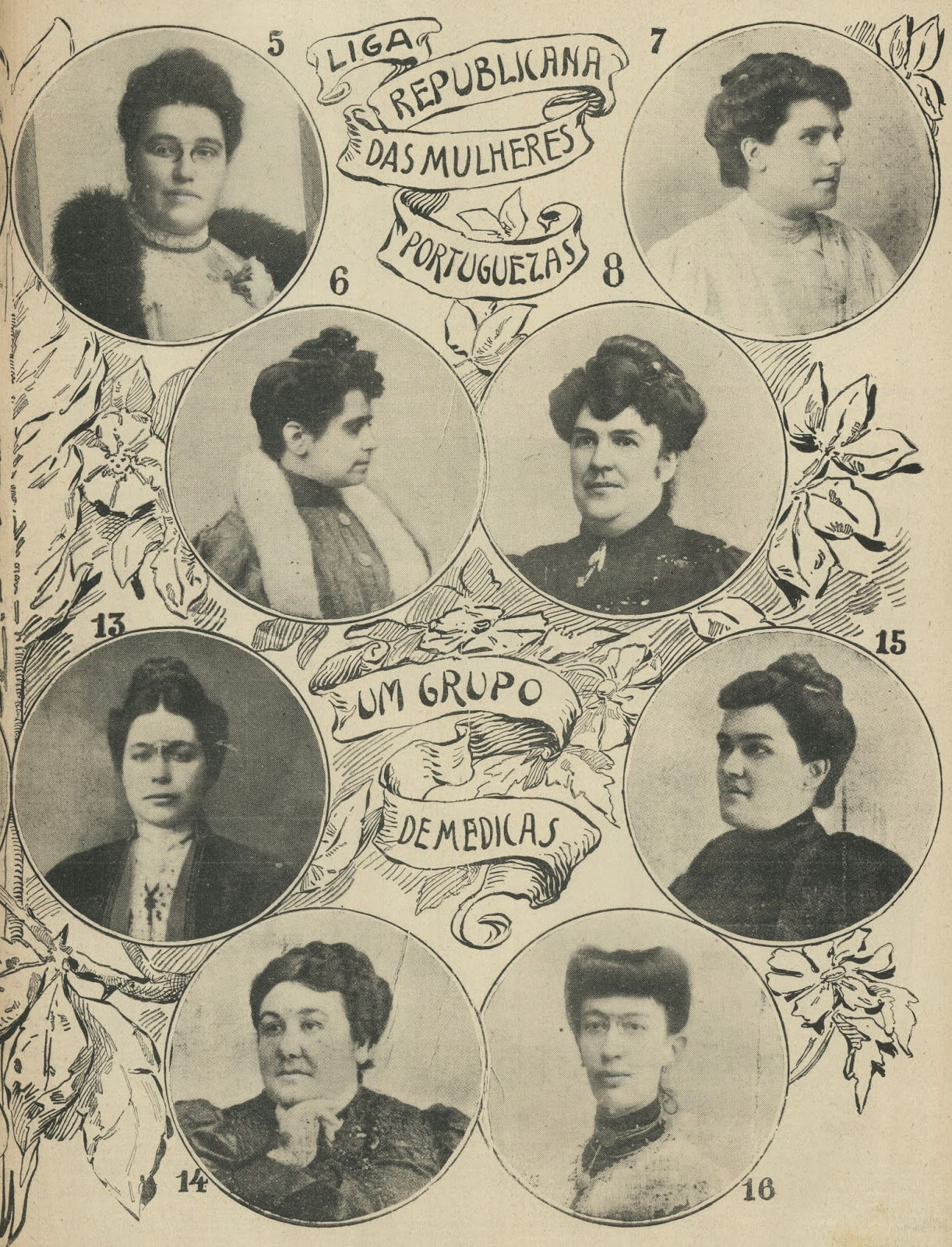
Suplemento do jornal O Século sobre as sufragistas da Liga Republicana das Mulheres Portuguesas (LRMP), publicado a 12 de maio de 1910. Legenda: 5 - Ana de Castro Osório; 6 - Maria Veleda; 7 - Beatriz Paes Pinheiro de Lemos; 8 - Maria Clara Correia Alves; 13 - Sofia Quintino; 14 - Adelaide Cabete; 15 - Carolina Beatriz Ângelo; 16- Maria do Carmo Joaquina Lopes

### Republicanismo e feminismo

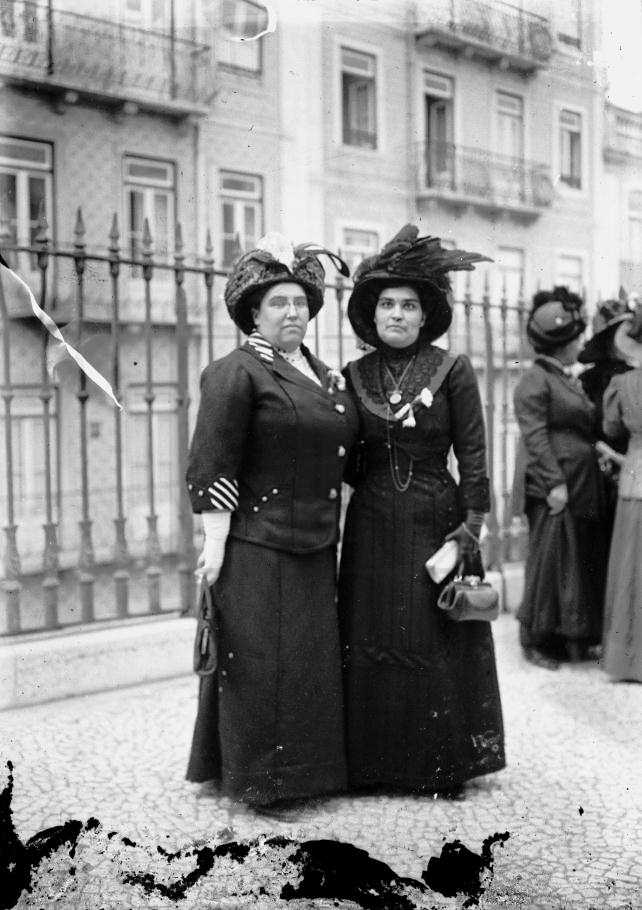
Carolina Beatriz Ângelo (à direita) acompanhada por Ana de Castro Osório (à esquerda)

O ambiente anti-monárquico dos últimos anos do século XIX e primeiros do século XX caldeou a ideologia republicana, maçónica e feminista entre a burguesia liberal lisboeta, e sem excepções, Carolina Beatriz Ângelo. A sua militância em organizações defensoras dos direitos das mulheres iniciou-se em 1906 no comité português da agremiação francesa La Paix et le Désarmement par les Femmes, uma associação que tinha por objectivo a resolução de conflitos bélicos pela forma do diálogo, seguindo-se em 1907, no Grupo Português de Estudos Feministas, conduzido por Ana de Castro Osório, e na Maçonaria, na Loja Humanidade, sob o nome simbólico de Lígia.
Em 1909, fez parte do grupo de mulheres que fundou a Liga Republicana das Mulheres Portuguesas (LRMP), defensora dos ideais republicanos, do sufrágio feminino, do direito ao divórcio, da instrução das crianças e de direitos e deveres igualitários para homens e mulheres. Apenas um ano depois, o seu marido Januário Barreto viria a falecer, vítima de tuberculose, sem antes ver o fim da Monarquia, como tanto desejava, deixando-a com a filha Maria Emília Barreto Ângelo, ainda pequena, para criar.    
A 5 de outubro de 1910, dá-se a Implantação da República, tendo Carolina Beatriz Ângelo e Adelaide Cabete sido as responsáveis pela confecção secreta das bandeiras vermelhas e verdes, simbolizando a bem sucedida revolução. Logo após, esteve envolvida na fundação da Associação de Propaganda Feminista (APF). Esta associação, que chegou a dirigir, teve origem na cisão da Liga Republicana das Mulheres Portuguesas por questões relacionadas com o sufrágio feminino. No âmbito da Associação de Propaganda Feminista projectou a criação de uma escola de enfermeiras, o que é referido como mais uma manifestação da sua preocupação com a emancipação das mulheres.

### Eleições da Assembleia Constituinte de 1911

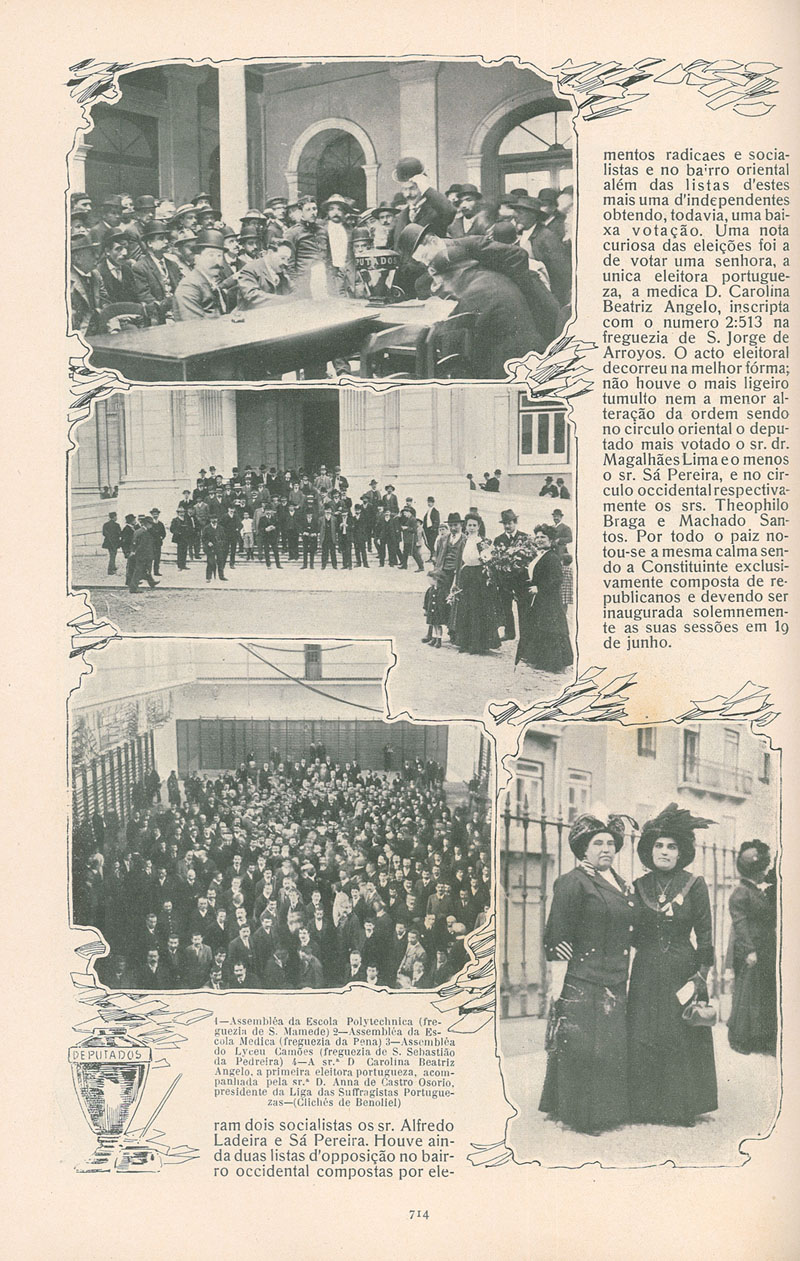
Segunda página do artigo "Estão eleitas as constituintes: A eleição em Lisboa", publicado na revista semanal «Illustração Portugueza» (com o Jornal «O Século»), N.º 276, página 12 (714), Lisboa, 5 de junho de 1911

Por toda a Europa, e não só, havia anos que as sufragistas reivindicavam ruidosamente o direito ao voto para as mulheres e a Nova Zelândia tinha-se tornado o primeiro país a concedê-lo em 1893. Na Europa, a Finlândia era o único país europeu que reconhecia o sufrágio feminino, em 1911. A primeira lei eleitoral da República Portuguesa reconhecia o direito de votar aos «cidadãos portugueses com mais de 21 anos, que soubessem ler e escrever e fossem chefes de família». Carolina Ângelo viu nesta redacção da lei a oportunidade de a «subverter» a seu favor, dado que, gramaticalmente, o plural masculino das palavras inclui o masculino e o feminino. Viúva e com uma filha menor a cargo, com mais de 21 anos e instruída, dirigiu ao presidente da comissão recenseadora do 2º Bairro de Lisboa um requerimento no sentido do seu nome «ser incluído no novo recenseamento eleitoral a que tem de proceder-se». A pretensão foi indeferida pela comissão recenseadora, o que a levou a apresentar recurso em tribunal, argumentando que a lei não excluía expressamente as mulheres.
A 28 de abril de 1911, o juiz João Baptista de Castro, pai de Ana de Castro Osório e de Alberto Osório de Castro, proferiu a sentença que ficaria para a História: «Excluir a mulher (…) só por ser mulher (…) é simplesmente absurdo e iníquo e em oposição com as próprias ideias da democracia e justiça proclamadas pelo Partido Republicano. (…) Onde a lei não distingue, não pode o julgador distinguir (…) e mando que a reclamante seja incluída no recenseamento eleitoral».
Assim, a 28 de maio do mesmo ano, nas eleições para a Assembleia Nacional Constituinte, Carolina Beatriz Ângelo tornou-se a primeira mulher portuguesa a exercer o direito de voto, mas não sem um pequeno incidente, que a mesma relatou ao jornal A Capital: «No final da primeira chamada, o presidente da assembleia de voto, Sr. Constâncio de Oliveira, consultou a mesa sobre se deveria ou não aceitar o meu voto, consulta na verdade extravagante, porquanto, estando recenseada em virtude duma sentença judicial, a mesma não tinha competência para se intrometer no assunto». O caso foi amplamente noticiado em Portugal e felicitado em diversos países do mundo por associações feministas.

### Falecimento
Em julho e agosto de 1911 queixou-se de extremo cansaço, “tenho trabalhado muito”… da sua luta, dos dias inteiros a discutir e a pensar, e talvez por isso, redigiu “uma declaração para ser enterrada civilmente, a qual seria tornada pública no ano seguinte aquando das respetivas exéquias”. Tomou igualmente providências sobre o futuro da filha de oito anos, Maria Emília Ângelo Barreto, pedindo aos membros da sua família que lhe “sobrevivam, que se dispensem do convencional luto” e que "não obriguem a menina a pôr luto pela mãe".
No dia 3 de outubro de 1911, pelas 2 horas da manhã, apenas 4 meses após ter votado, Carolina Beatriz Ângelo morreu de síncope cardíaca derivada de miocardite, em sua casa, com apenas 33 anos de idade. Dizem os relatos de então que se sentiu mal durante a viagem de eléctrico, enquanto regressava à sua residência na Rua António Pedro, freguesia de São Jorge de Arroios, após estar presente numa reunião política com outras feministas da Associação de Propaganda Feminista.
Foi sepultada num jazigo particular no Cemitério dos Prazeres. Deixou como testemunhos para a posteridade duras críticas à República e aos republicanos («A não ser o nosso Afonso Costa, o resto não vale dois caracóis»).

## Legado
O seu gesto teria como consequência imediata um retrocesso na lei: o Código Eleitoral de 1913 determinava que «são eleitores de cargos legislativos os cidadãos portugueses do sexo masculino maiores de 21 anos ou que completem essa idade até ao termo das operações de recenseamento, que estejam no pleno gozo dos seus direitos civis e políticos, saibam ler e escrever Português, residam no território da República Portuguesa». As mulheres portuguesas teriam de esperar pelo ano de 1931 para lhes ser concedido o direito de voto e, ainda assim, com restrições: apenas podiam votar as que tivessem cursos secundários ou superiores, enquanto para os homens continuava a bastar saber ler e escrever.
A lei eleitoral de maio de 1946 alargou o direito de voto aos homens que, sendo analfabetos, pagassem ao Estado pelo menos 100 escudos de impostos e às mulheres chefes de família e casadas que, sabendo ler e escrever, tivessem bens próprios e pagassem pelo menos 200 escudos de contribuição predial.
Em dezembro de 1968 foi reconhecido o direito de voto político às mulheres, contudo as eleições para as Juntas de Freguesia continuaram a ser votadas apenas pelos chefes de família do sexo masculino, e as restantes eleições excluíam todas as mulheres que não tinham quaisquer estudos. Só em 1974, já depois do 25 de Abril, seriam abolidas todas as restrições à capacidade eleitoral dos cidadãos tendo por base o género.
Apesar de não ter presenciado a implementação do sufrágio universal no país, por ter desafiado as normas conservadoras da sociedade portuguesa e realizado o feito de se tornar na primeira mulher a votar em Portugal, Carolina Beatriz Ângelo é uma das mais reconhecidas sufragistas portuguesas do século XX, sendo ainda hoje homenageada por diversos movimentos feministas portugueses e internacionais. 

## Homenagens

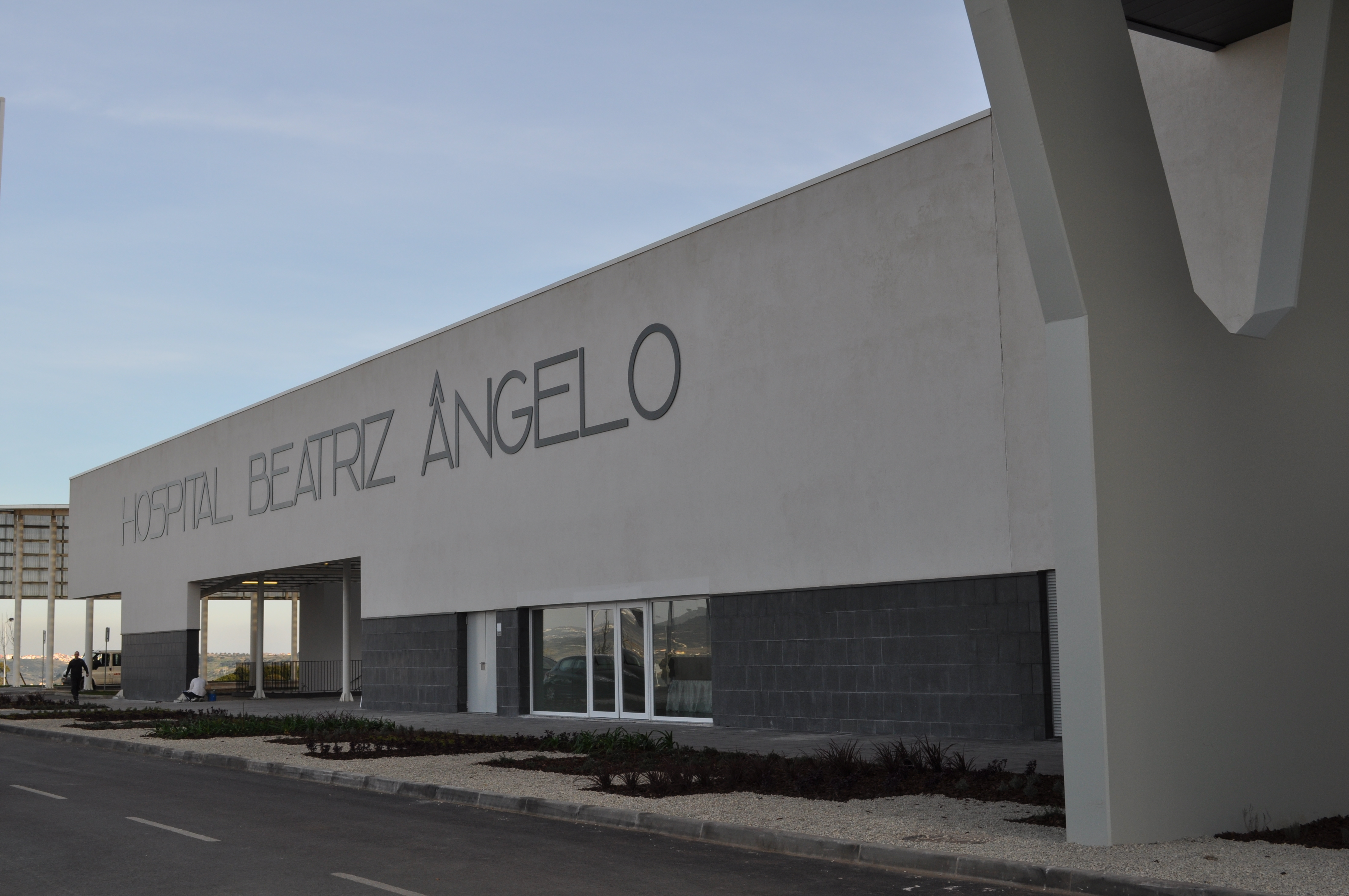
Hospital Beatriz Ângelo, Loures

- O seu nome foi atribuído à toponímia de várias localidades portuguesas, existindo ruas e avenidas com o seu nome nos concelhos de Almada, Amadora, Barreiro, Guarda, Moita, Oeiras, Odivelas, Sesimbra, Setúbal, Sintra e Tavira.
- Na cidade da Guarda, a Escola EB 2,3 Carolina Beatriz Ângelo foi edificada e baptizada com o seu nome, tendo em 2020 sido a melhor classificada do distrito no ranking nacional das escolas básicas.[21]
- Em Loures, o Hospital Beatriz Ângelo recebeu também o seu nome em sua memória e homenagem.
- A Câmara Municipal de Odivelas instituiu o Prémio Municipal Carolina Beatriz Ângelo que pretende reconhecer o trabalho e o contributo de mulheres, homens e instituições, em prol da redução das desigualdades, sobretudo das desigualdades de género e no combate à exclusão social.[22]
- Em 2019 foi realizada a exposição “E contudo, elas movem-se! Mulheres e ciência” na Reitoria da Universidade do Porto, onde se homenagearam doze mulheres portuguesas que desde o final do século XIX se destacaram pelo seu trabalho e papel no domínio das ciências, tais como a médica ginecologista Adelaide Cabete (1867–1935), Carolina Beatriz Ângelo (1878–1911) ou ainda Leopoldina Ferreira Paulo (1908–1996), a primeira mulher a doutorar-se na Universidade do Porto.[23]
- Em 2020, a marca de luxo portuguesa Josefinas, gerida apenas por mulheres e conhecida pelo seu calçado, lançou dois modelos de mala para senhora com o nome Carolina, em homenagem a Carolina Beatriz Ângelo.[24]
- A 28 de maio de 2021, a Google homenageou-a com um Google Doodle.[25]

## Representação na cultura popular

### Teatro
- Pela mão de Carolina Beatriz Ângelo (2012), peça de teatro escrita por Maria Antonieta Garcia;
- O Livre Pensamento (2019), peça de teatro encenada por Paula Pais e Filipe Velez, produzida pela Companhia Sincera Teatro;[26]
- As Três Sozinhas (2019), peça de teatro encenada por Anabela Almeida, Cláudia Gaiolas e Sílvia Filipe, no Teatro Nacional D. Maria II, em Lisboa;[27]
- Antiprincesas: Carolina Beatriz Ângelo (2020), peça de teatro infantil encenada por Cláudia Gaiolas, no Teatro São Luiz, em Lisboa;[28]

### Televisão
- República (2010), minissérie de televisão realizada por Jorge Paixão da Costa com Helena Costa, Pedro Lamares, Joaquim de Almeida e Fernando Luís no elenco principal, sendo as feministas Adelaide Cabete e Carolina Beatriz Ângelo retratadas pelas atrizes Cláudia Jardim e Inês Nogueira respectivamente.[29]